# Chapelle Sainte-Thérèse de Nivezé
La chapelle Sainte-Thérèse de l'Enfant-Jésus (anciennement ‘église Sainte-Thérèse) est un édifice religieux catholique sis à Nivezé, village à l’Ouest de la ville de Spa en Belgique.  Construite en style néogothique en 1934 comme église paroissiale elle est redevenue chapelle en 2008 lors d’une restructuration paroissiale.

## Histoire
Au début du XXe siècle une chapelle en bois existait près de la ligne de chemin de fer de Spa à Stavelot (sur le site de la chapelle actuelle). Elle était dédiée à saint Gérard Majella, le jeune frère rédemptoriste qui avait été canonisé en 1904. Les fidèles de Préfay, Warfaaz et Nivezé y assistaient à la messe. En 1906, Nivezé est devenu une paroisse de plein droit.
En 1934, la chapelle en bois est détruite par un incendie. Une nouvelle église, conçue par l’architecte Marcel Paës et plus spacieuse est immédiatement mise en chantier. Inaugurée et ouverte au culte le 10 octobre 1935 elle est placée sous la protection  de sainte Thérèse de l’Enfant-Jésus, canonisée dix ans auparavant. Mais jusque dans les années 1950 les deux saints – Gérard Majella et Thérèse de Lisieux -  sont ensemble considérés comme patrons de l’église et de la paroisse.. 
En 1942, un missile V1 tombant à proximité, provoqua une explosion qui détruisit les vitraux du sanctuaire, à l’exception de la rosace de la nef (au-dessus du portail). Dans les années 1950 (comme en fait foi une carte-postale), les deux saints, Thérèse de Lisieux et Gérard Majella étaient associés comme patrons de l’église.  Par après le nom du second a progressivement disparu. 
Cinq curés se sont succédé comme pasteur de la paroisse de Nivezé, entre 1935 et 2008. En 2008, lorsque la paroisse fut incorporée à celle de Sart-lez-Spa, l’église est redevenue une chapelle. Les services religieux y sont toujours régulièrement célébrés.  

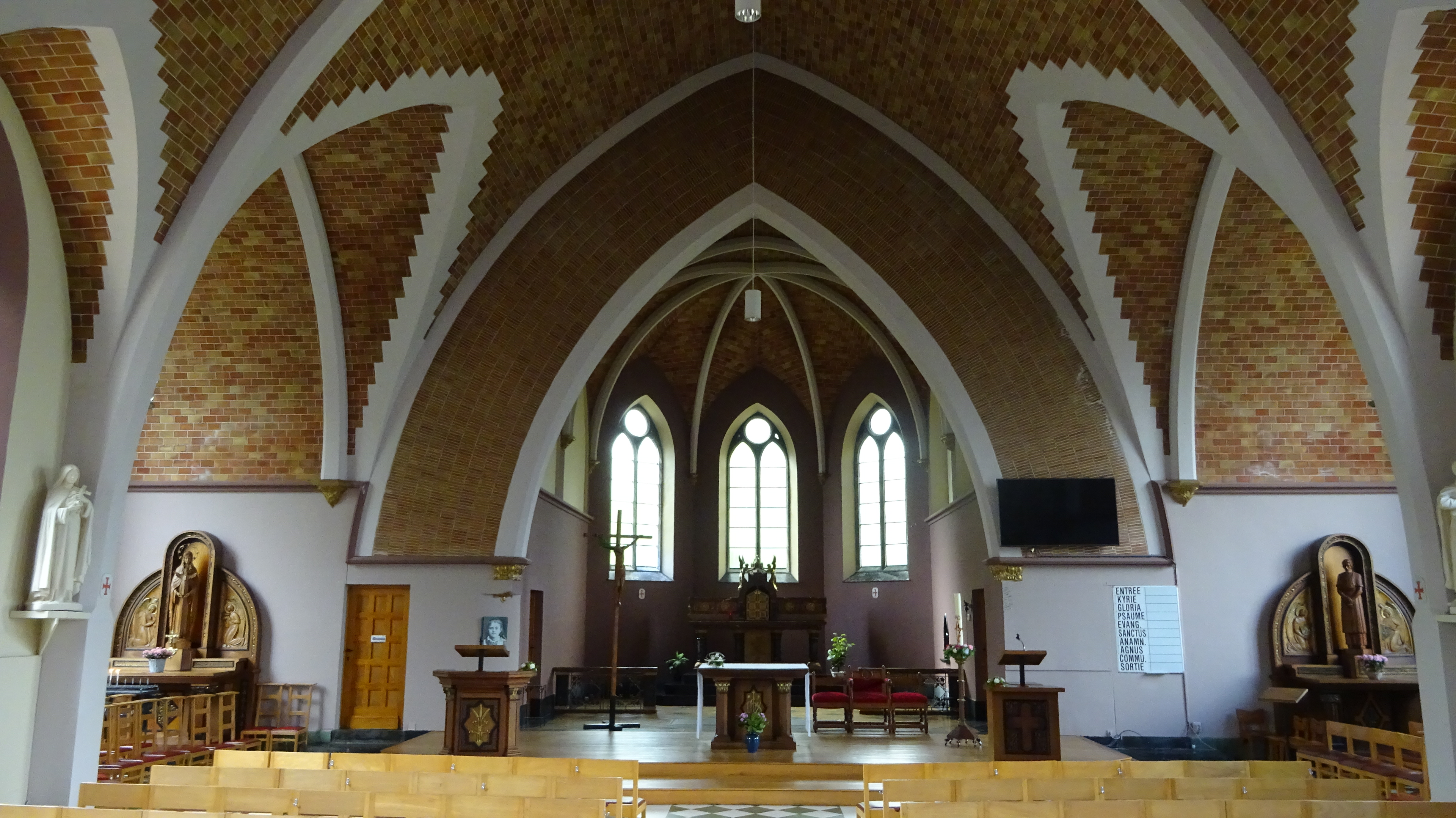
Intérieur de la chapelle

## Description
De style néogothique la chapelle fut construite sur le site de l’ancienne, rue Pré Jonas, au centre du village, suivant les plans de l’architecte Paës de Spa. Elle se trouve au bord du ruisseau, le Soyeureux, ce qui nécessita des adaptations architecturales, la tour-clocher étant placée à droite du chœur plutôt qu’à gauche. 
Au contraire de la tradition la chapelle n’est pas tournée vers l’Orient. Son portail se trouve à l’est.  Il donne accès à une nef de trois travées aboutissant à un transept et un sanctuaire à trois pans.  La tour-clocher, à deux étages, s’élève dans l’angle formé par le transept droit et le sanctuaire. 
Le sanctuaire est moins large mais aussi haut que la nef, tandis que le toit du transept est plus bas. A gauche de l’entrée se trouve un baptistère de forme semi-octogonale, accessible de l’intérieur uniquement.  
Le clocher abrite deux cloches, une grande et une petite, coulées à Tournai. Elles portent la date du 15 décembre 1935. Actuellement, outre les 2 cloches, la tour de l’édifice est également refuge d’un couple de chouettes...

## Patrimoine
- Le tympan du portail est orné d’une belle fresque en couleur illustrant sainte Thérèse de Lisieux. Elle fut réalisée par l’artiste spadois Léon Decerf.
- A l’angle de la nef et du transept gauche se trouve la statue de sainte Thérèse de l’Enfant Jésus et à l’angle droit celle de saint Gérard Majella.